# Isaj Aleksandrovič Dobrovejn
Isaj Aleksandrovič Dobrovejn (in russo Исай Александрович Добровейн), noto anche come Issay Dobrowen (Nižnij Novgorod, 15 febbraio 1891 – Oslo, 9 dicembre 1953) è stato un pianista, compositore e direttore d'orchestra russo naturalizzato norvegese.

## Biografia
Nacque come Icchok Zorachovič Barabejčik nell'Impero russo. Lasciò poi il suo paese, nel frattempo divenuto Unione Sovietica, nel 1923, divenendo cittadino norvegese nel 1929. 
Si esibì davanti a Vladimir Lenin eseguendo la sonata di Beethoven Appassionata, che era il pezzo preferito dello statista sovietico. Nel 1922 venne invitato in Germania a dirigere, a Dresda, la prima esecuzione tedesca dell'opera di Musorgskij, Boris Godunov. Gli venne affidata la direzione della Oslo Philharmonic per il periodo (1928-31), e quindi fu alla guida della Budapest Opera nel periodo (1927-28). Assunse poi la direzione della San Francisco Symphony Orchestra, in unione al direttore Basil Cameron, ce mantenne per gli anni (1931-34). Dopo essere stato alla guida di altre orchestre, per periodi più brevi, venne chiamato a dirigere la Gothenburg Symphony nella quale rimase, per un lungo periodo, dal 1941 al 1953.
Dobrowen collaborò con Nikolaj Medtner e Artur Schnabel oltre che con altri noti musicisti. Fu anche un amico intimo dello scrittore russo Maksim Gor'kij e dell'esploratore norvegese Fridtjof Nansen.
Diresse il suo ultimo concerto con la Oslo Philharmonic nel dicembre 1952 e l'ultimo in assoluto, il 19 gennaio 1953, con la Stuttgart Orchestra. Morì a Oslo all'età di 62 anni.
Relativamente sconosciuto ai nostri giorni, compose diverse bella composizioni per pianoforte, reminiscenze di Sergej Rachmaninov. L'interesse riguardo alle composizioni di Dobrowen, è recentemente aumentato grazie alle poche registrazioni, che riguardano la proposizione di alcune parti orchestrali del suo Piano Concerto in do diesis minore (Op. 20). Così come per il concerto, il cui stile e la coloristica orchestrazione richiama le musiche di Medtner, Rachmaninov e Aleksandr Skrjabin, aggiungendo una personale vene di struggente malinconia, non apparse su CD recentemente tre sue sonate per pianoforte ed una per violino.